# Ludwig Friedheim
Ludwig Friedheim (* 7. Juni 1862 in Köthen; † 14. Oktober 1942 im Ghetto Theresienstadt) war ein deutscher Dermatologe und Opfer des NS-Regimes.

## Leben
Friedheim wuchs in einer jüdischen Kaufmannsfamilie auf. Nach dem Abitur studierte er an den Universitäten Freiburg, Erlangen, Göttingen, Halle und Leipzig Medizin. Nach der Approbation (1887) wurde er Assistenzarzt an der Poliklinik der Universitätshautklinik in Leipzig. 1893 habilitierte er sich (Haut- und Geschlechtskrankheiten) und lehrte danach 40 Jahre lang als Privatdozent an der Universität Leipzig. Neben seiner Lehrtätigkeit an der Universität führte Friedheim etwa seit der Jahrhundertwende eine eigene Praxis als Hautarzt in Leipzig.
Im September 1933 wurde Friedheim aufgrund des Gesetzes zur Wiederherstellung des Berufsbeamtentums (§ 3) die Lehrbefugnis entzogen. Im September 1938 verlor er auch die Approbation. 1941/42 musste er in ein Judenhaus in der Nordstr. 15 ziehen. Im September 1942 wurde der 80-Jährige in das Ghetto Theresienstadt deportiert, wo er kurz nach seiner Ankunft starb.

## Schriften
- (Koautor), Diagnostisch-therapeutisches Vademecum für Studierende und Ärzte, Leipzig: Johann Ambrosius Barth Verlag, 1. Aufl. 1895, 25. Aufl. 1931.